# Biophytum amazonicum
Biophytum amazonicum är en harsyreväxtart som beskrevs av Paul Erich Otto Wilhelm Knuth. Biophytum amazonicum ingår i släktet Biophytum och familjen harsyreväxter. Inga underarter finns listade i Catalogue of Life.